# LOGSPEED CZ Aréna
Zimní stadion LOGSPEED CZ Aréna je sportovní stadion v Plzni v Doudlevecké ulici, kde hraje svoje domácí zápasy extraligový hokejový tým HC Škoda Plzeň. 11. února 1950 byla dokončena ledová plocha. V roce 1969 bylo dokončeno zastřešení. Roku 1973 vedle stadiónu vyrostla další ledová plocha. Kapacita stadionu nyní dosahuje 7 536 míst (sezení a stání).